# Apenburg-Winterfeld
Apenburg-Winterfeld là một đô thị thuộc huyện Altmarkkreis Salzwedel, bang Saxony-Anhalt, Đức.